# Örnsköldsvik
Örnsköldsvik ([œɳɧœldsˈviːk] (del sami meridional: Orrestaare) es una ciudad ubicada en el golfo de Botnia, en la provincia de Västernorrland, al norte de Suecia (en la provincia histórica de Ångermanland), siendo además la ciudad principal del municipio con el mismo nombre. Es una ciudad joven, fundada en 1894. Es principalmente un centro industrial, dentro de la ciudad y alrededor de 55.000 personas en el municipio entero.
En 1976 fue la ciudad que inauguró los primeros Juegos Paralímpicos de Invierno.